# .qa
.qa este un domeniu de internet de nivel superior, pentru Qatar (ccTLD).